# ETA Cerkno
ETA Cerkno d.o.o. Tovarna elektrotermičnih aparatov slovenski proizvajalec kuhalnih plošč, termostatov in druge opreme. Podjetje je bilo ustanovljeno leta 1947, sedež je Cerknem. ETA je članice skupine E.G.O.
Podjetje tudi izdeluje orodja, stroje in lite izdelke.